# Ythan Wells
Ythan Wells (noto anche come Glenmailen) è il sito di un antico accampamento romano del I secolo nel nord della Scozia. Fu costruito per la prima volta dal governatore della provincia romana di Britannia, Giulio Agricola al tempo dell'imperatore Domiziano.

## Storia
Giulio Agricola nell'83 vinse i Caledoni nella Battaglia del Monte Graupio ed assoggettò per un breve periodo tutta la Caledonia settentrionale.
Questa battaglia avvenne, secondo alcuni storici , nelle vicinanze dell'accampamento di Ythan Wells, che Agricola aveva creato in quell'anno. Infatti alcuni autori inglesi, come Roy, Surenne, Watt, ed Hogan pensano vada localizzata vicino all'accampamento romano di Raedykes o a quello di Ythan Wells.
L'accampamento di Ythan Wells fu abbandonato dopo il ritiro di Agricola dalla Britannia romana, ma fu riattivato ed ampliato oltre un secolo dopo al tempo di Settimio Severo (vedi Glenmailen). Con il definitivo ritiro dei Romani a sud del Vallo di Adriano nel 212, l'accampamento fu abbandonato per sempre.
Ythan Wells è stato riscoperto solo nel 1968, grazie a fotografie aeree.

## Caratteristiche

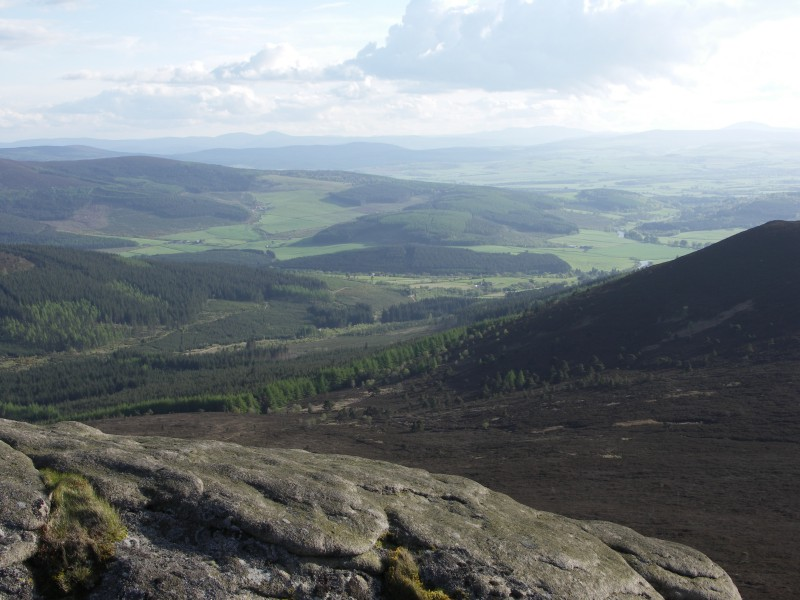
La campagna dell'Aberdeenshire vista dalla elevazione detta Bennachie, sovrastante gli accampamento romani di Ythan Wells e Glenmailen

L'accampamento di Ythan Wells non è visibile in superficie, essendo stato parzialmente ricoperto da quello severiano di Glenmailen. Rilevamenti aerofotogrammetrici e scavi recenti hanno fatto calcolare che Ythan Wells aveva circa 14 ettari. Era protetto da un piccolo fossato profondo circa 2 piedi e largo 4 piedi. La sua struttura era simile a quella del tipo Stracathro delle campagne di Agricola. Altri accampamenti simili in Caledonia erano quelli di Dalswinton, Castledykes, Menteith, Dalginross, Auchinhove e Inverquharity. La sua localizzazione è in funzione di una sorgente di acqua, tuttora esistente vicino agli accampamenti Ythan Wells e Glenmailen, che era necessaria all'approvvigionamento idrico delle legioni romane nei loro spostamenti (su una supposta Strada romana) tra il Gask Ridge ed i forti di Cawdor e Balnageith.